# Hatméhyt
Dans la mythologie égyptienne, Hatméhyt est la déesse poisson de la ville antique de Mendès, dans le delta du Nil. Attestée depuis la IVe dynastie, elle est représentée avec un poisson-chat sur la tête. Elle était une déesse de la vie et de la protection.
Elle est associée d'abord au dieu bélier Banebdjedet puis plus tard, au nouvel empire, à Osiris et fut tardivement identifiée comme une forme d'Isis.

## Étymologie
Son nom se traduit par Premier des Poissons ou Chef des Poissons. 
Elle a peut-être un lien avec Hathor, l'une des plus anciennes divinités égyptienne qui a également le nom de Mehet-Oueret, signifiant une grande inondation. Cela peut être dû au fait qu'elle soit vue comme un reste des eaux primordiales de la création d'où toutes les choses ont surgi. D'autres déesses associées aux eaux primitives de la création sont Mout et Nounet.
Autres orthographes : Hatmehyt, Hatméhit, Hatmehit.

## Histoire

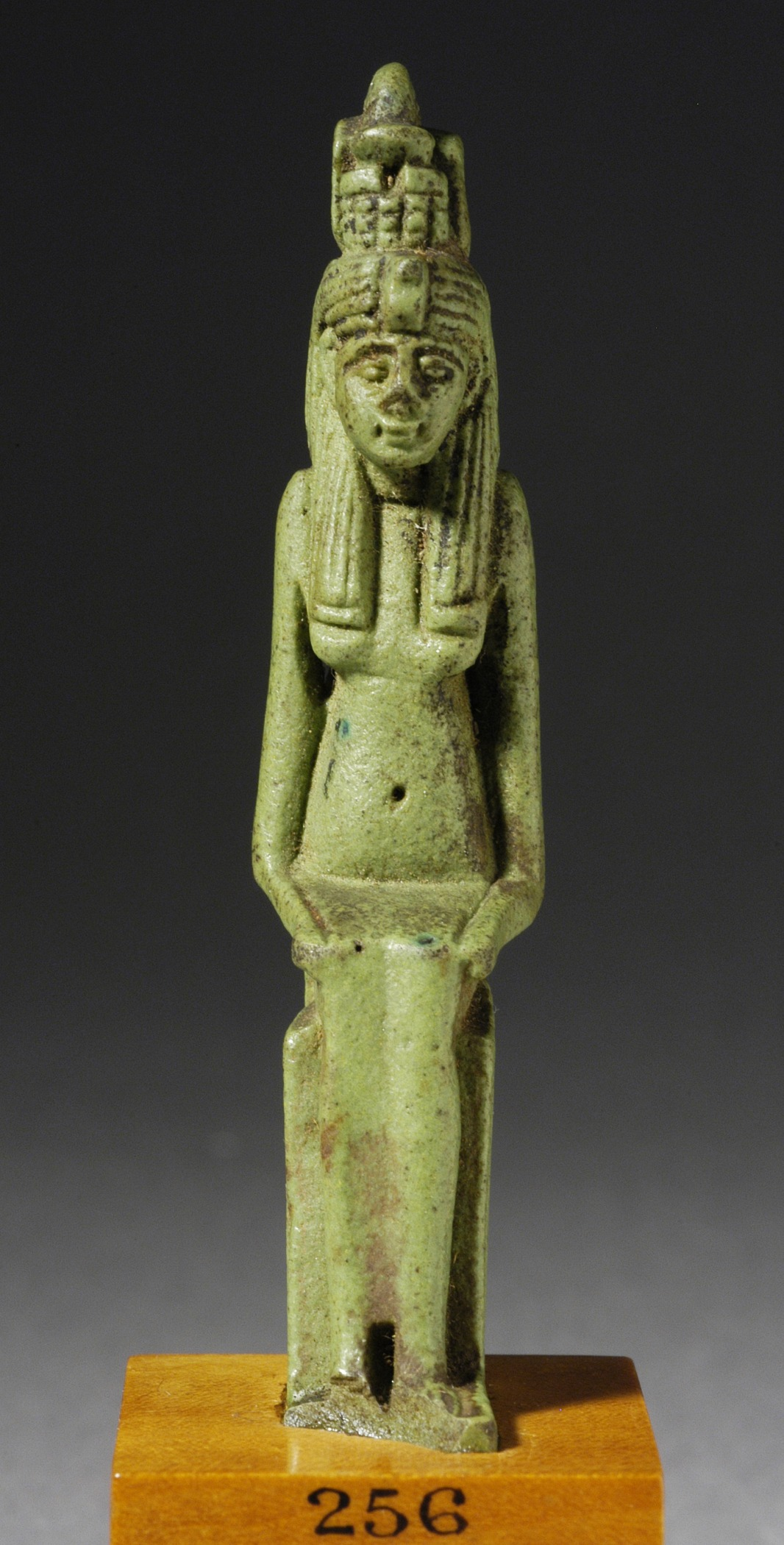
Statuette d'Hatmehit au Musée d'Art du comté de Los Angeles.

Les informations sur elle sont rares, en grande partie parce qu'elle n'a jamais fait partie d'aucun récit mythologique important. De plus, son culte avait une diffusion territoriale limitée, puisque le poisson était un animal considéré comme n'étant pas divin dans de nombreuses régions d'Égypte.
Elle fut d'abord et surtout associée au dieu bélier Banebdjedet, qui fut son principal parèdre.
Quand le culte d'Osiris a surgi, les gens de Mendès ont réagi en identifiant Osiris comme ayant atteint son autorité en étant le mari de Hatmehit. En particulier, c'était le Ba d'Osiris, connu sous le nom de Banebjed (littéralement signifiant Ba du seigneur du djed, se référant à Osiris), qui aurait épousé Hatmehit.
Quand Horus est devenu considéré comme le fils d'Osiris, une forme connue sous le nom d'Harpocrate (Har-pa-khered en égyptien), Hatmehit a été par conséquent désignée comme étant sa mère. En tant qu'épouse d'Osiris, et mère d'Horus, elle fut finalement identifiée comme une forme d'Isis.
En Palestine, Hatméhyt apparaît également deux fois sur des amulettes, cependant celles-ci sont importées, leur fabrication provenant d'Égypte.

## Représentations
Dans l'art égyptien ancien, Hatmehit était représenté soit comme un poisson, soit comme une femme avec un emblème de poisson ou une couronne surmontée d'un poisson sur la tête, plus particulièrement un poisson-chat. L'identification de ce poisson reste cependant sujet à polémique zoologique; la représentation la plus fréquente est celle d'un poisson-chat électrique du Nil ou d'un Schilbe mystus (famille des Schilbeidae), mais certains égyptologues considèrent que c'est un Barbus bynni (en) (de la famille des Cyprinidae), voir un dauphin.
Les amulettes de Hatmehit sous la forme d'un poisson de la famille des Schilbeidae sont apparues seulement sous la XXVIe dynastie.

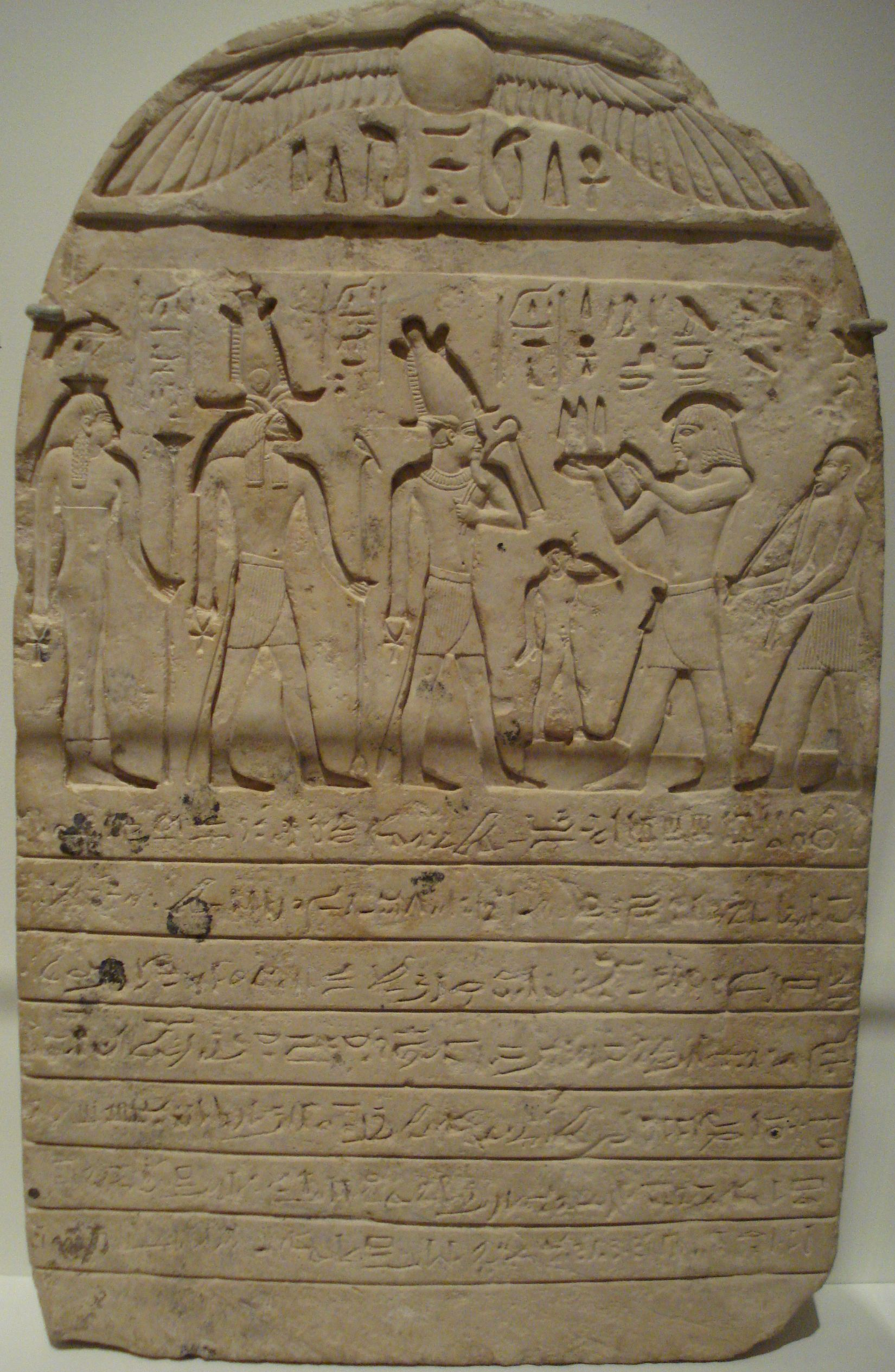
Stèle de Maharnakht, Prince de Mendès, XXIIe dynastie, Hatméhit est la première à gauche, Brooklyn Museum, New York.
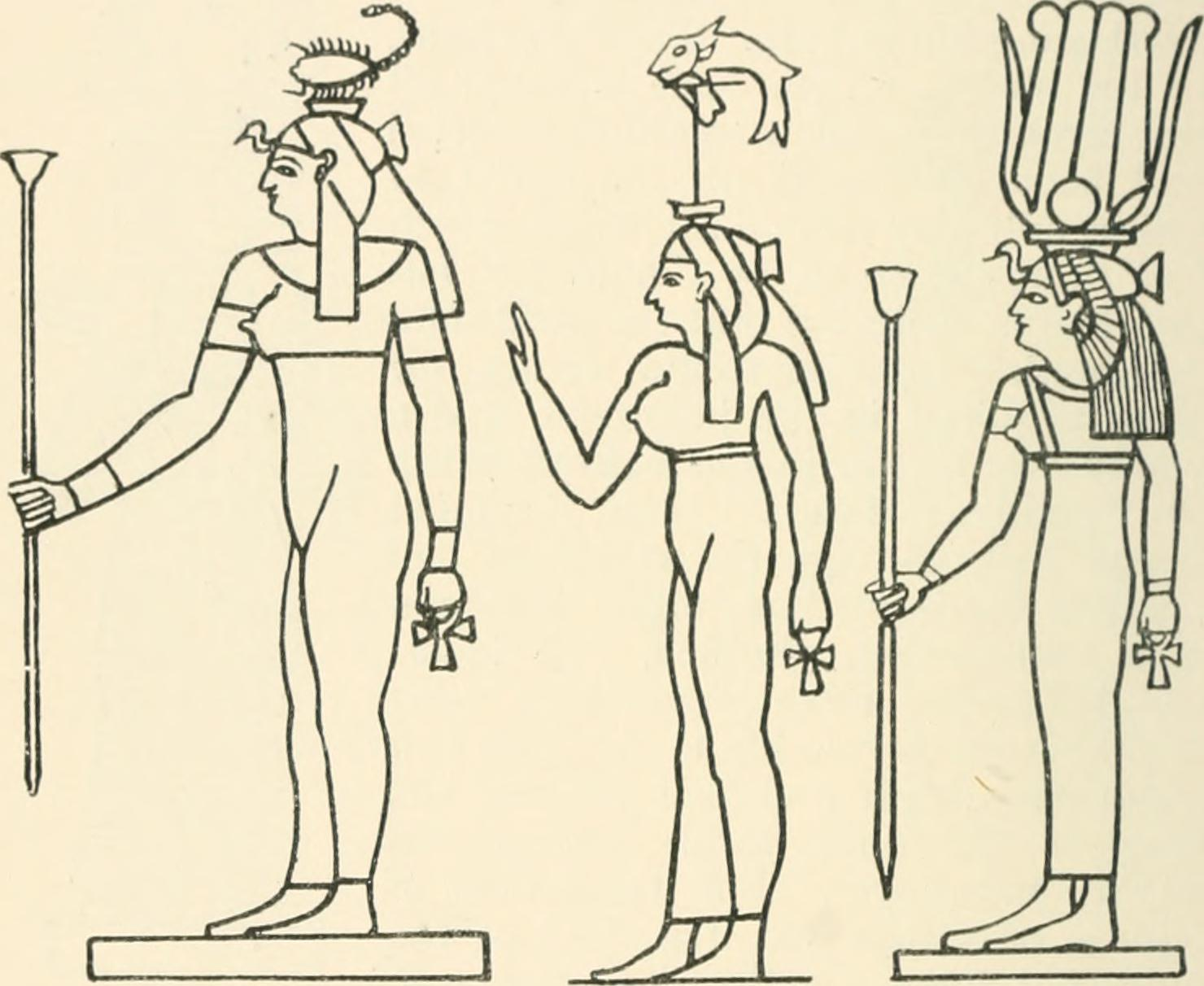
Au centre, Hatméhit.
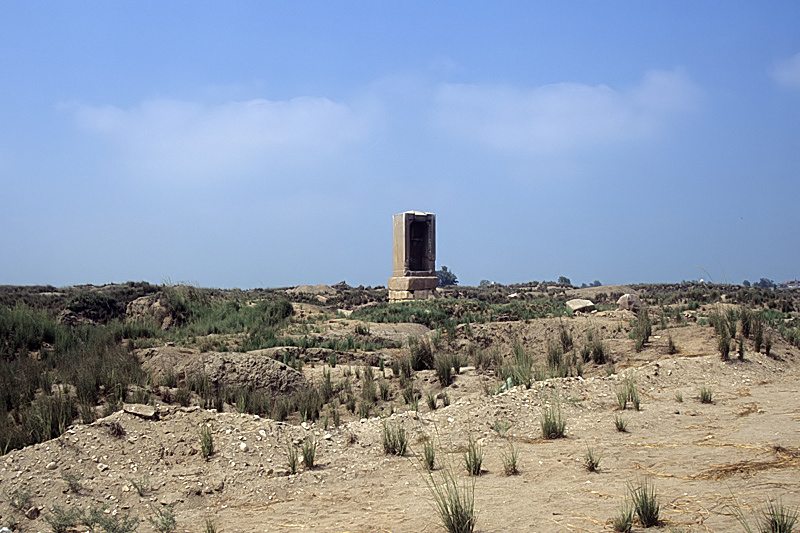
Vue du site archéologique de Tell el-Ruba, l'ancien Djedet, le centre du culte de Hatmehit.